# Ryōhei Koba
Ryōhei Koba (jap. 木場 良平, Koba Ryōhei; * 13. Dezember 1962 in Kagoshima) ist ein ehemaliger japanischer Sportschütze.

## Erfolge
Ryōhei Koba nahm dreimal an Olympischen Spielen teil. Bei den Olympischen Spielen 1984 in Los Angeles belegte er mit 578 Punkten den geteilten 18. Platz im Wettbewerb mit dem Luftgewehr. Mit dem Kleinkaliber schloss er den Wettkampf im Dreistellungskampf mit 1137 Punkten auf dem 25. Platz ab. Vier Jahre darauf trat er in Seoul in drei Disziplinen an: neben den beiden Wettbewerben, an denen er bereits 1984 teilgenommen hatte, ging er außerdem auch im liegenden Anschlag mit dem Kleinkaliber an den Start. In diesem Wettbewerb kam er nicht über den 51. Platz hinaus. Mit dem Luftgewehr verbesserte er sich mit 589 Punkten auf den zwölften Rang, während er im Dreistellungskampf mit dem Kleinkaliber mit 1161 Punkten den 28. Platz erreichte. Die Spiele 1992 in Barcelona schloss Koba mit dem Luftgewehr auf Rang 27 ab. Im Wettbewerb im liegenden Anschlag mit dem Kleinkaliber blieb er mit 588 Punkten als 43. erneut weit von den Medaillenrängen entfernt. Seinen besten olympischen Wettkampf bestritt Koba schließlich im Dreistellungskampf mit dem Kleinkaliber. Die Qualifikation schloss er mit 1171 Punkten auf dem zweiten Platz hinter Juha Hirvi ab und erzielte anschließend im Finale mit 94,9 Punkten das fünftbeste Ergebnis unter den acht Finalstartern. Damit überholte er zwar Hirvi, allerdings zogen dafür Hratschja Petikjan und Robert Foth an ihm vorbei, sodass Koba letztlich die Bronzemedaille gewann.
Koba blieb zwar ohne Medaillengewinn bei Weltmeisterschaften, war aber auf kontinentaler Ebene sehr erfolgreich. Er wurde 1991 in Peking in den Einzelwettkämpfen sowohl mit dem Luftgewehr als auch mit dem Kleinkalibergewehr im Dreistellungskampf und im liegenden Anschlag jeweils Asienmeister. Bei Asienspielen gewann er 1982 in Neu-Delhi mit der Luftgewehr-Mannschaft die Silbermedaille. 1986 belegte er mit ihr in Seoul den dritten Platz, was ihm auch in den Mannschaftswettbewerben mit dem Kleinkaliber im liegenden Anschlag und im Dreistellungskampf gelang. Im Einzel des Dreistellungskampfes sicherte er sich die Goldmedaille. Vier Jahre darauf gewann Koba in Peking abermals in den beiden Mannschaftsdisziplinen mit dem Kleinkaliber Bronze, während er mit der Luftgewehr-Mannschaft dieses Mal den ersten Platz erreichte. Den Einzelwettkampf mit dem Luftgewehr beendete er auf Rang drei, mit dem Kleinkaliber im Dreistellungskampf wurde er Zweiter. Im liegenden Anschlag schaffte er den Titelgewinn. 1994 in Hiroshima gewann er mit dem Kleinkaliber im stehenden Anschlag nochmals eine Goldmedaille. Darüber hinaus belegte er in den Mannschaftskonkurrenzen mit dem Luftgewehr und dem Kleinkaliber im liegenden Anschlag den zweiten Platz. Seine letzte Medaille bei Asienspielen gewann Koba 1998 in Bangkok mit Bronze im Mannschaftswettbewerb mit dem Luftgewehr.